# Scott Bertoli
Pour les articles homonymes, voir Bertoli.
Scott Bertoli (né le 23 mars 1977 à Milton, en Ontario, au Canada) est un joueur canadien de hockey sur glace.

## Carrière de joueur
Avec une moyenne de 66 points par saison, il est l'un des attaquants les plus productifs ayant évolué dans la East Coast Hockey League. Il y joua pendant huit saisons, toutes avec les Titans de Trenton où il totalisa 527 points (182 buts et 345 assistances). Il fut le capitaine de cette équipe lors de la saison 2006-2007, sa dernière. Il remporta la Coupe Kelly avec cette même équipe au terme de la saison 2005-2006. Il participa aussi a trois saisons dans la Ligue américaine de hockey avec les équipes de Lowell, Saint-Jean et de Norfolk.

## Statistiques
Pour les significations des abréviations, voir Statistiques du hockey sur glace.
| Saison    | Équipe                  | Ligue |    | Saison régulière | Saison régulière | Saison régulière | Saison régulière | Saison régulière |   | Séries éliminatoires | Séries éliminatoires | Séries éliminatoires | Séries éliminatoires | Séries éliminatoires |
| Saison    | Équipe                  | Ligue | PJ | B                | A                | Pts              | Pun              | PJ               | B | A                    | Pts                  | Pun                  |                      |                      |
| 1995-1996 | Tigers de Princeton     | NCAA  | 28 | 3                | 9                | 12               | 48               |                  |   |                      |                      |                      |                      |                      |
| 1996-1997 | Tigers de Princeton     | NCAA  | 32 | 16               | 16               | 32               | 49               |                  |   |                      |                      |                      |                      |                      |
| 1997-1998 | Tigers de Princeton     | NCAA  | 39 | 9                | 29               | 38               | 82               |                  |   |                      |                      |                      |                      |                      |
| 1998-1999 | Tigers de Princeton     | NCAA  | 34 | 13               | 23               | 36               | 74               |                  |   |                      |                      |                      |                      |                      |
| 1999-2000 | Titans de Trenton       | ECHL  | 65 | 21               | 44               | 65               | 46               | 14               | 1 | 8                    | 9                    | 12                   |                      |                      |
| 1999-2000 | Lock Monsters de Lowell | LAH   | 3  | 0                | 0                | 0                | 0                |                  |   |                      |                      |                      |                      |                      |
| 2000-2001 | Titans de Trenton       | ECHL  | 72 | 18               | 38               | 56               | 79               | 19               | 7 | 14                   | 21                   | 24                   |                      |                      |
| 2001-2002 | Titans de Trenton       | ECHL  | 69 | 25               | 46               | 71               | 125              | 4                | 0 | 4                    | 4                    | 2                    |                      |                      |
| 2001-2002 | Flames de Saint-Jean    | LAH   | 1  | 0                | 0                | 0                | 0                |                  |   |                      |                      |                      |                      |                      |
| 2002-2003 | Titans de Trenton       | ECHL  | 47 | 21               | 39               | 60               | 46               | 3                | 0 | 3                    | 3                    | 2                    |                      |                      |
| 2003-2004 | Titans de Trenton       | ECHL  | 56 | 19               | 42               | 61               | 56               |                  |   |                      |                      |                      |                      |                      |
| 2004-2005 | Titans de Trenton       | ECHL  | 70 | 27               | 41               | 68               | 76               | 20               | 6 | 18                   | 24                   | 24                   |                      |                      |
| 2005-2006 | Titans de Trenton       | ECHL  | 64 | 20               | 47               | 67               | 84               | 2                | 0 | 0                    | 0                    | 0                    |                      |                      |
| 2005-2006 | Admirals de Norfolk     | LAH   | 9  | 2                | 3                | 5                | 4                |                  |   |                      |                      |                      |                      |                      |
| 2006-2007 | Titans de Trenton       | ECHL  | 64 | 31               | 48               | 79               | 118              | 5                | 1 | 4                    | 5                    | 6                    |                      |                      |

### Équipes d'étoiles et trophées
- 2005 : remporte la Coupe Kelly avec les Titans de Trenton.